# Binghamton Electric Truck Company
Binghamton Electric Truck Company war ein US-amerikanischer Hersteller von Nutzfahrzeugen.

## Unternehmensgeschichte
Das Unternehmen hatte seinen Sitz in Binghamton in New York. Von 1920 bis 1921 entstanden Lastkraftwagen. Außerdem gab es 1920 den Prototyp eines Personenkraftwagens. Der Markenname lautete Binghamton.

## Fahrzeuge
Der Pkw war ein zweisitziges Coupé. Ein Elektromotor trieb das Elektroauto an.